# GutsMuths-Gedächtnishalle

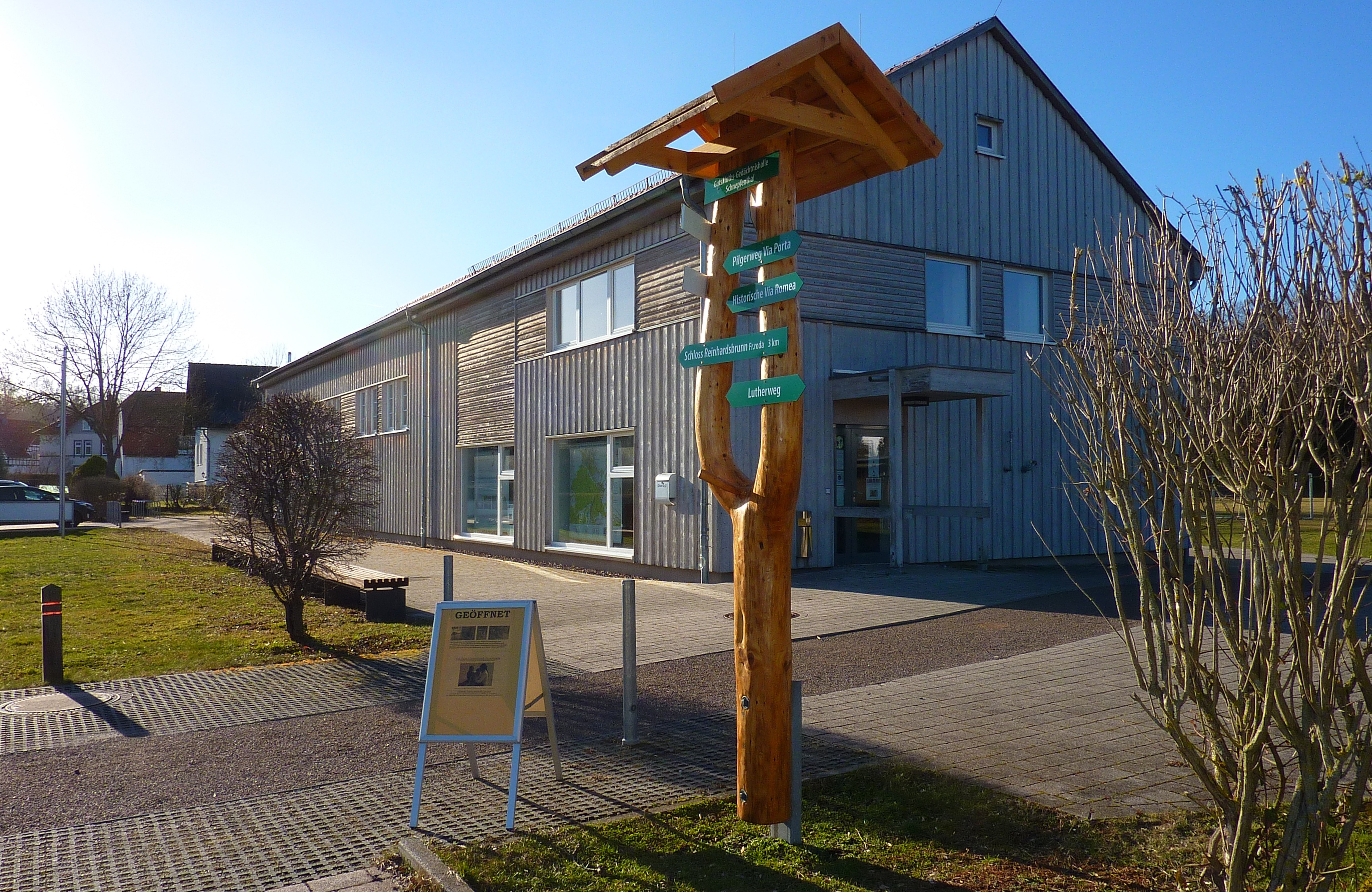
Die GutsMuths-Gedächtnishalle, 2022

Die GutsMuths-Gedächtnishalle ist ein Haus für Sport und Kultur mit Außenanlagen und liegt in Schnepfenthal, einem Ortsteil von Waltershausen (Thüringen). Träger ist die Stadtverwaltung Waltershausen. 
Benannt ist die Halle nach dem Philanthropen und Sportpädagogen Johann Christoph Friedrich GutsMuths, der von 1785 bis 1839 an der Erziehungsanstalt Schnepfenthal lehrte. 

## Geschichte
Die noch heute aktive GutsMuths-Sportgemeinschaft Schnepfenthal initiierte 1924 den Bau einer GutsMuths-Gedächtnis-Turnhalle. Wegen Geldmangels zog sich der Bau bis 1934 hin, und es entstand nur eine einfache Sporthalle. Diese wurde zur DDR-Zeit intensiv für den Sport genutzt, auch von der Salzmannschule Schnepfenthal. 
2009 wurde die alte, baufällige Halle grundlegend umgebaut und als „Neue GutsMuths-Gedächtnishalle Schnepfenthal“ eingeweiht.

## Architektur, Einrichtungen, Veranstaltungen

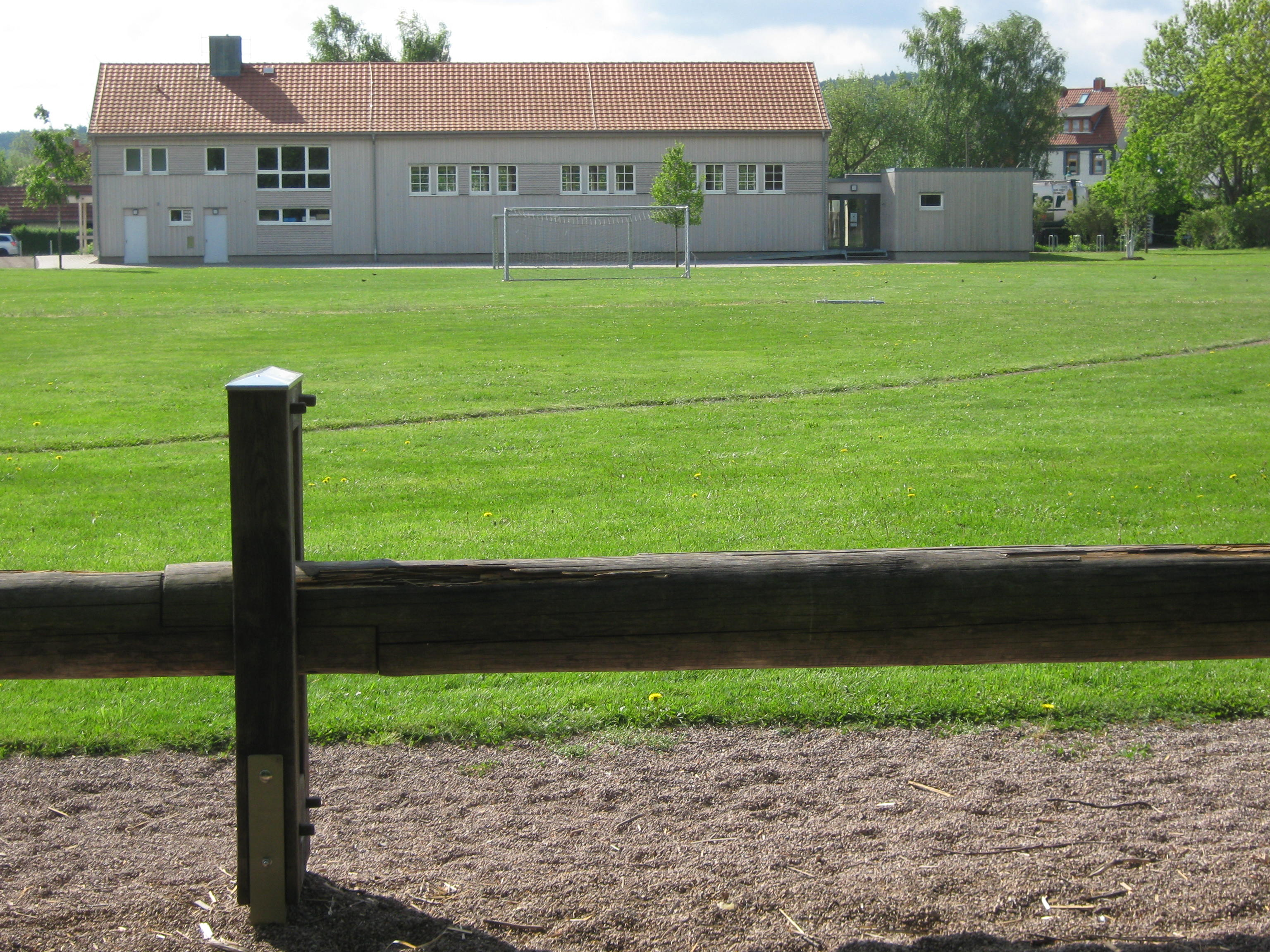
Rückseite mit Sportanlagen

Das GutsMuths-Haus besteht aus einem Sportsaal mit sanitärem Trakt und einem kleinen Museum. Das Museum informiert über GutsMuths’ Rennsteiglauf, über Schnepfenthals Persönlichkeiten und zur GutsMuths-Sammlung von Gegenwartskunst. Seit 2009 finden hier regelmäßig Sonderausstellungen zu unterschiedlichen Themen statt.
Das Sportfeld wurde 2009 umgestaltet und erweitert und mit Informationstafeln zu GutsMuths und zu Zöglingen der Salzmannschule ausgestattet, außerdem wurde ein Arboretum angelegt.
Die Halle wird von ortsansässigen und benachbarten Vereinen für Veranstaltungen genutzt.